# Luchthaven Franjo Tuđman Zagreb

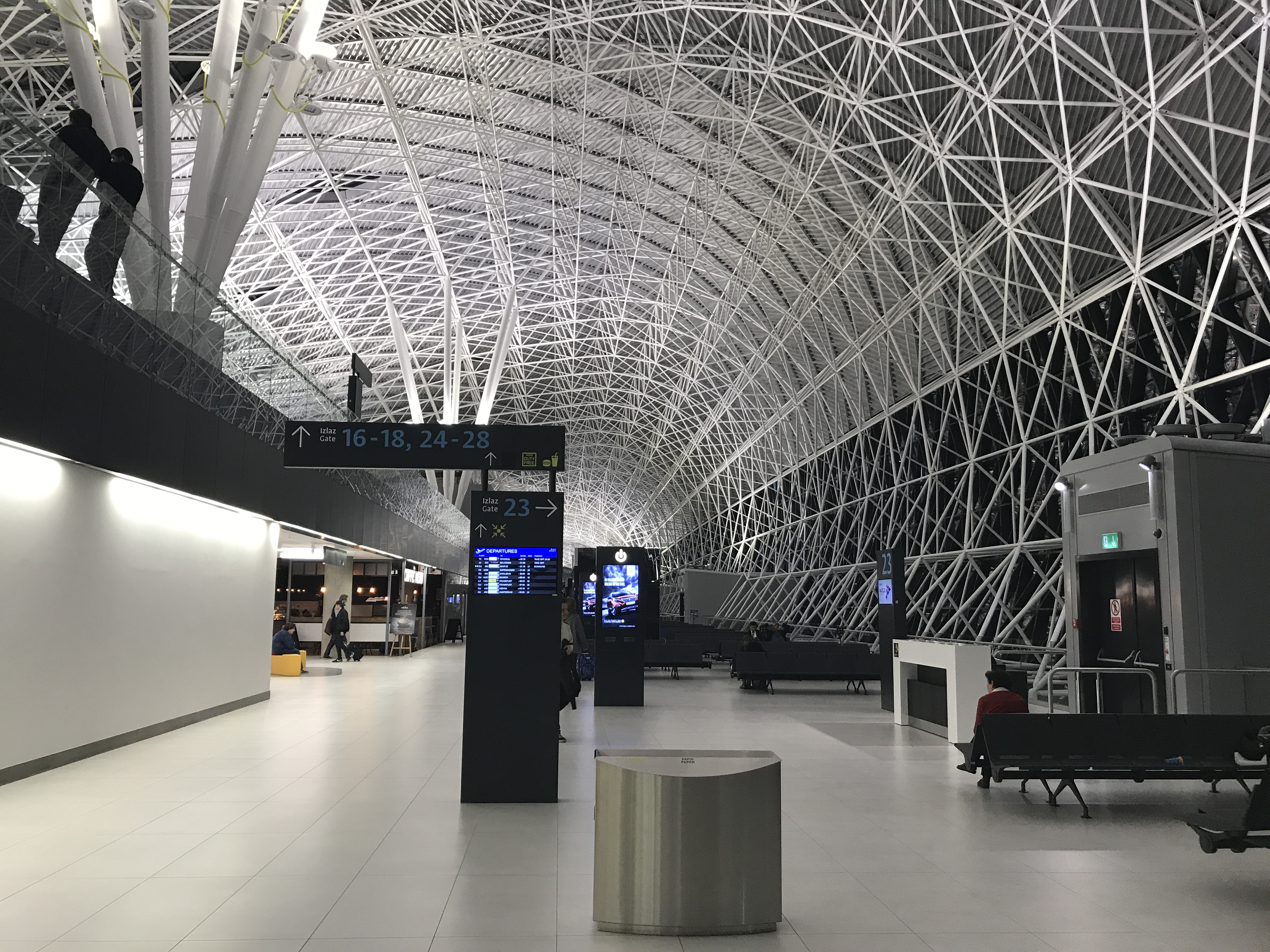
Vertrekhal

Luchthaven Franjo Tuđman (Kroatisch: Zračna luka „Franjo Tuđman”) is een luchthaven nabij de Kroatische stad Zagreb, gelegen op ongeveer 10 km van het stadscentrum. In 2022 verwerkte het ongeveer 2,8 miljoen passagiers en ongeveer 12.000 ton vracht, wat het de drukste luchthaven van Kroatië maakt. De Kroatische luchtvaartmaatschappij Croatia Airlines gebruikt Zagreb als hub en voert vanaf hier vluchten uit naar heel Europa.

## Het luchthavengebouw
Het huidige terminalgebouw is op 28 maart 2017 voor het publiek geopend. Het telt 65.800 vierkante meter verspreid over drie verdiepingen. Er zijn drie bagagecarrousels, acht aviobruggen, negen veiligheidscontroles, dertig incheckbalies, 23 paspoortcabines en een parkeergarage met een capaciteit van 1100 voertuigen.  De terminal beschikt over een belastingvrije winkel van 600 vierkante meter, uitgebaat door Aelia, en over zestien horecagelegenheden.

## Geschiedenis
De geschiedenis van de burgerluchtvaart van Zagreb begon in 1909 toen het eerste vliegveld dicht bij de westelijke stadsbuurt (stadsdistrict) van Črnomerec werd gebouwd. Met de oprichting van de eerste Joegoslavische vlagcarrier Aeroput in 1927 werd de luchthaven verplaatst naar het vliegveld Borongaj in 1928, die het steeds groeiende aantal passagiers op 15 februari van dat jaar diende. Hoewel verschillende Europese vliegtuigen de stad met elkaar verbonden, was het vooral Aeroput dat Zagreb met belangrijke bestemmingen in heel Europa verbond en zo het verkeer in Zagreb in de periode vóór de Tweede Wereldoorlog aanzienlijk verhoogde.
In de jaren tachtig was Zagreb Airport de op een na grootste luchthaven in Joegoslavië door passagiers- en vliegtuigbewegingen. De Joegoslavische vlag-drager JAT behield een hub in Zagreb en verbond de stad met tal van bestemmingen, waaronder New York, Chicago, Toronto, die onvermijdelijk een grote impact hadden op het luchtverkeer in Zagreb in die periode.

## Bestemmingen en luchtvaartmaatschappijen
| Luchtvaartmaatschappij          | Bestemmingen |
| ------------------------------- | --- |
| Aegean Airlines                 | Athene |
| Aeroflot                        | Moskou-Sjeremetjevo |
| Air Canada Rouge                | Seizoensgebonden: Toronto-Pearson |
| Air France                      | Parijs-Charles de Gaulle |
| Air Malta                       | Charter: Malta |
| Air Serbia                      | Belgrado |
| Air Transat                     | Seizoensgebnden: Montréal-Trudeau, Toronto-Pearson |
| Austrian Airlines               | Wenen |
| British Airways                 | Londen-Heathrow |
| Brussels Airlines               | Seizoensgebonden: Brussel |
| Croatia Airlines                | Amsterdam, Barcelona, Brussel, Kopenhagen, Dubrovnik, Frankfurt, Lissabon, Londen-Heathrow, Mostar, München, Parijs-Charles de Gaulle, Pula, Rome-Fiumicino, Sarajevo, Skopje, Split, Wenen, Zadar, Zürich, Seizoensgebonden: Athene, Boekarest-Henri Coandă, Brač, Dublin, Düsseldorf, Helsinki, Milaan-Malpensa, Oslo-Gardermoen, Praag, Rijeka, Sint-Petersburg, Stockholm-Arlanda, Tel Aviv-Ben Gurion |
| Czech Airlines                  | Praag |
| EgyptAir                        | Charter: Caïro |
| Emirates                        | Dubai-International |
| Eurowings                       | Berlijn-Tegel, Köln, Düsseldorf, Stuttgart Seizoensgebonden: Hamburg |
| flydubai                        | Dubai-International |
| Iberia                          | Madrid |
| KLM                             | Amsterdam |
| Korean Air                      | Seoul-Incheon |
| LOT Polish Airlines             | Warschau-Chopin |
| Lufthansa                       | Frankfurt, München |
| Norwegian Air Shuttle           | Kopenhagen, Stockholm-Arlanda |
| Qatar Airways                   | Doha |
| Silver Air                      | Seizoensgebonden: Lošinj |
| Sun d'Or International Airlines | Luchthaven Ben-Gurion |
| Tailwind Airlines               | Charter: Antalya |
| Swiss International Air Lines   | Seizoensgebonden: Zürich |
| Tailwind Airlines               | Charter: Antalya |
| Trade Air                       | Osijek |
| Turkish Airlines                | Istanbul |
| Vueling                         | Seizoensgebonden: Barcelona |